# ディープビジョン
ディープビジョン (Deep Vision, Inc.) は、米カリフォルニア州に本拠を置くエッジAIのベンチャー企業。

## 概要
エッジにおけるAIイノベーションをパワーアップ
ディープビジョン社ARA-1プロセッサは、コンパクトなフォームファクタの中で、演算、メモリ、およびエネルギー消費効率をバランス良く提供することで、高速演算処理、モデルの柔軟性、エネルギー消費効率、そして統合型ソフトウェア･ツールチェーンに至る幅広い要求を有するエッジ･アプリケーションに対し、決定的な選択肢となる。今日最も複雑なエッジ･アプリケーションを高性能と低消費電力でドライブするために作られた。
ポリモーフィック･データフロー･アーキテクチャ
AIプロセッサ上で実行するニューラルネットワークを最適マッピングするにはデータ管理の問題がある。ディープビジョン社のポリモーフィック･データフロー･アーキテクチャは演算部分とメモリ階層の多岐のレベル間のデータ移動を最小限に抑えることで、性能のブレークスルーを達成できると期待される。コンパイラ･ツールチェーンに始まり、演算コアに至るまで、当アーキテクチャのすべてのエレメントは、AIワークロードに対し一番高い効率を実現するために、データ移動を最小限にするという目的を達成するため、シームレスに動作する。AIモデルのマッピングを単一のデータフローに限定する他のアーキテクチャと異なり、ディープビジョン社のポリモーフィック･データフロー･アーキテクチャは、あらゆるデータフローを最適な形でプロセッサにマッピングすることを可能にする。
製品
ディープビジョン社ARA-1エッジAIプロセッサは、ディープ･ニューラル･ネットワ－ク向けにマルチコア、ホモジーニャスで高性能な演算アーキテクチャを内蔵する。特許取得済のポリモ－フィック･データフロー･アーキテクチャをベースとし、専用のAI命令セットを使い、演算ユニットとメモリ階層構造の様々なレイヤーとの間の、データ移動を最小限に抑えることにより、高効率を達成する。